# گاو برنزی

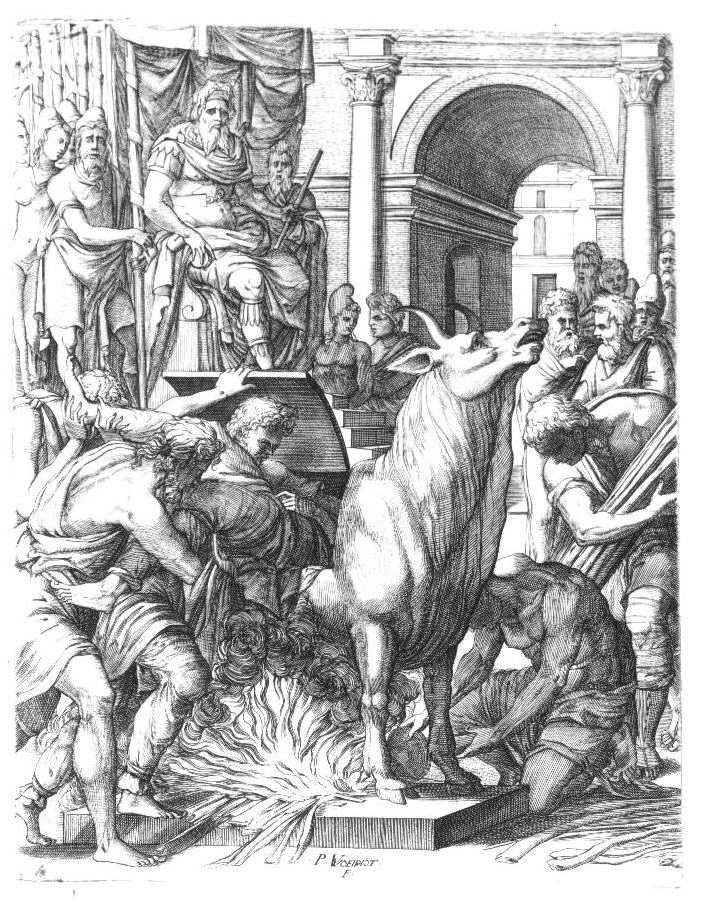
فالاریس فرمان به انداختن پریلوس، سازندهٔ گاو برنزی به درون گاو و آزمایش کارکرد این وسیله بر روی او می‌دهد.

گاو برنزی، گاو برنجی یا گاو سیسیلیایی، وسیله‌ای طراحی‌شده در یونان باستان برای شکنجه و اعدام محکومان بود. طراح این وسیله فلزکاری به نام پریلوس آتنی بود که آن را به عنوان وسیله‌ای تازه برای اعدام مجرمان برای فالاریس، جبار آکراگاس در سیسیل ساخت. این گاو توخالی و تماماً از برنز ساخته شده‌بود و دری در پهلویش داشت. محکوم را در داخل این گاو می‌انداختند و در زیر آن آتش می‌افروختند تا فلز آن کاملاً داغ و گداخته شود. در نتیجهٔ این کار محکوم در داخل این وسیله برشته‌شده و می‌مرد.
پریلوس آتنی (حدود ۵۵۰ (پیش از میلاد))، بر طبق افسانه‌ها او کسی بود که یک گاو برنزی را برای کشتن زجرآور محکومین به فرمان فالاریس، حاکم زورگوی جزیره سیسیل ساخت. فالاریس دستور داد تا نخست این وسیله را بر روی سازنده‌اش، پریلوس آزمایش کنند که این کار سبب مرگ پریلوس آتنی شد.

## تاریخچه
فالاریس فرمان داده بود تا این گاو به گونه‌ای طراحی شود تا دود آن به صورت ابرهای خوشبوی ناشی از سوختن عود از آن متصاعد شود.  در طراحی سر گاو از سیستمی پیچیده از لوله‌ها استفاده شده بود تا فریادهای محکوم درون آن همچون نعره‌های گاو نری خشمگین شنیده شود. همچنین بنا بر روایات، هنگامی که کار شکنجه و اعدام به پایان رسیده و در گاو گشوده می‌شد، استخوان‌های سوختهٔ قربانی «همچون جواهر می‌درخشید و از آنها برای ساخت دست‌بند استفاده می‌شد»."
پریلوس، سازندهٔ گاو برنزی هنگام پیشکش آن به فالاریس گفت: «[فریادهای قربانی] همچون لطیف‌ترین، سوزناکترین و ملودیک‌ترین صداهای گاو از درون این لوله‌ها به گوش تو خواهند رسید.» اما فالاریس که این سخنان را نپسندیده بود به پریلوس فرمان داد تا چگونگی کار آن را روی خودش بیازماید. پس از آنکه پریلوس وارد گاو شد فوراً در را بر رویش بسته و در زیر آن آتش روشن کردند تا فالاریس بتواند صدای فریادهای او را بشنود. درست قبل از آنکه پریلوس در داخل گاو بمیرد در را باز کرده و او را بیرون آوردند. پریلوس گمان می‌برد که پاداشی به او خواهند داد اما فالاریس دستور داد تا او را از بالای تپه‌ای به پایین انداخته و بکشند. در روایت است که خود فالاریس نیز پس از آنکه توسط تلماخوس، نوادهٔ ترون از قدرت برکنار شد با استفاده از گاو برنزی اعدام گردید.

## موارد استفاده
بنا بر نوشته‌های تاریخی، رومیان نیز از گاو برنزی برای کشتن برخی از یهودیان و مسیحیان استفاده می‌کردند، همچون ائوستاچه قدیس که بنا بر روایات مسیحی همراه با زن و فرزندانش در درون یک گاو برنزی به فرمان امپراتور هادریان کباب شد. آنتیپاس قدیس، اسقف پرگاموم  نیز در زمان امپراتوری دومیتیان و آزار و کشتار مسیحیان توسط او به همین شیوه در سال ۹۲ پس از میلادی اعدام شد. حتی دو سده پس از آن نیز هنوز از گاو برنزی استفاده می‌شد و پلاجای تارسوسی، دیگر مسیحی‌ای است که گفته می‌شود در این وسیله در سال ۲۸۷ به فرمان امپراتور دیوکلتیان سوزانده شد.